# Testamento di Giobbe
Il Testamento di Giobbe è un apocrifo dell'Antico Testamento scritto in greco tra il I secolo a.C. e il I secolo d.C. È di origine giudaica (terapeuti? esseni?) o cristiana. 
Riprende i personaggi e la discussione circa l'origine del male per l'uomo giusto contenuta nel biblico Libro di Giobbe. Giobbe mostra però una più sicura fede in Dio.